# Estación Monte Caseros

Monte Caseros es una estación ferroviaria argentina, ubicada en la provincia de Corrientes a 430 km de la ciudad de Corrientes. Pertenece al Ferrocarril General Urquiza.

## Historia
El 21 de abril de 1875 fue inaugurado el tramo de 100,2 km de Federación a la Estación Monte Caseros del Ferrocarril Argentino del Este. Para esa inauguración el presidente Nicolás vellaneda llegó a Concordia en el buque de guerra ARA Pavón y viajó en tren hasta Monte Caseros incorporándoseles en la Estación Mocoretá el gobernador de Corrientes Juan Vicente Pampín.
El ramal de 5 km desde la Estación Monte Caseros a Puerto Ceibo fue puesto en servicio el 10 de noviembre de 1880 y desde allí se estableció una conexión por barco con los puertos argentinos y brasileños del alto río Uruguay hasta 1905.
La compañía de capitales británicos Ferrocarril Nordeste Argentino construyó desde Monte Caseros ramales a la ciudad de Corrientes y a Posadas, siendo librado al servicio el tramo de 65 km entre Monte Caseros y Curuzú Cuatiá por decreto del 18 de junio de 1890, quedando inaugurada la Estación Monte Caseros de Ferrocarril Nordeste Argentino. Esta empresa compró en 1907 al Ferrocarril Argentino del Este, por lo que la Estación del Este fue abandonada y el ramal hacia ella levantado.
A partir del 1 de marzo de 1949 forma parte del Ferrocarril General Urquiza. Era una estación intermedia del servicio del "Gran Capitán" que recorría hasta 2012 desde la Estación Federico Lacroze en Buenos Aires hasta Posadas, provincia de Misiones. Hoy en día sólo circulan formaciones de carga por parte de la empresa estatal Trenes Argentinos Cargas.
Hasta 1993, además de “El Gran Capitán” (Federico Lacroze -  Posadas) también pasaba por esta estación el tren “El Correntino” que unía Federico Lacroze con Corrientes. Durante la temporada baja, de marzo a noviembre, corrían juntos y acá se desacoplaban.